# جیمی کوئن
جیمی کوئن (انگلیسی: Jimmy Cowen; ۲۲ ژانویهٔ ۱۹۰۲ – ۵ ژوئیهٔ ۱۹۵۰) بازیکن فوتبال اهل بریتانیا بود.
از باشگاه‌هایی که در آن بازی کرده‌است می‌توان به باشگاه فوتبال پیتربورو یونایتد، باشگاه فوتبال بارنولدزویک، باشگاه فوتبال نلسون، باشگاه فوتبال ساوتپورت، و باشگاه فوتبال نورث‌همپتون تاون اشاره کرد.